# Kim Min-soo

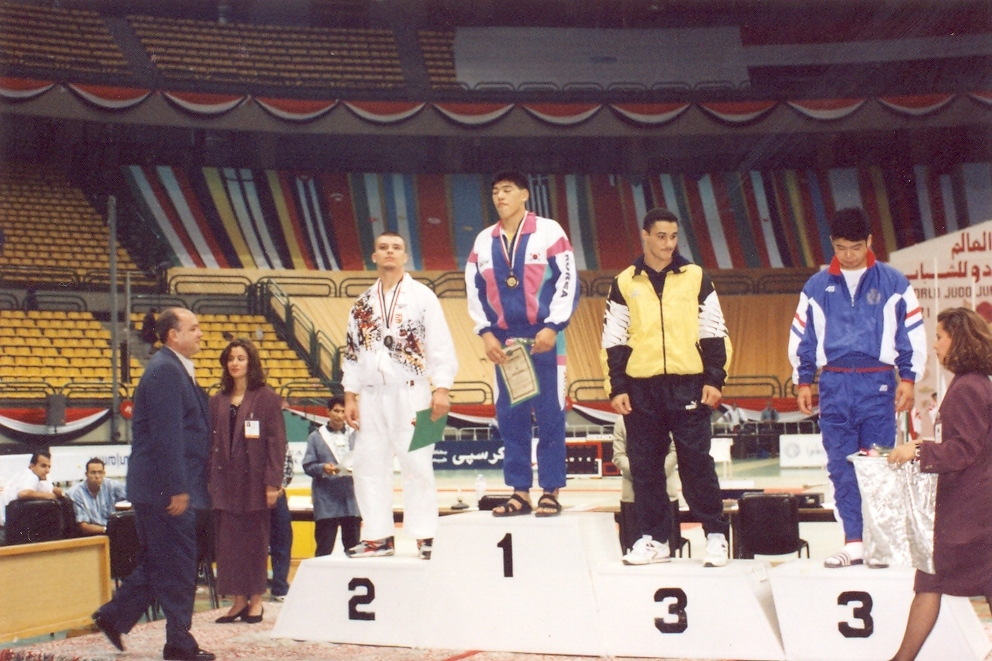
Kim Min-soo als Sieger der Junioren-Weltmeisterschaften 1994

Kim Min-soo (* 22. Januar 1975) ist ein ehemaliger südkoreanischer Judoka. Er war Olympiazweiter 1996 im Halbschwergewicht, der Gewichtsklasse bis 95 Kilogramm.

## Sportliche Karriere
Kim Min-soo siegte im Finale der Junioren-Weltmeisterschaften 1994 in Kairo gegen den Ungarn István Szasz. Bei den Weltmeisterschaften 1995 bezwang er in seinem ersten Kampf den Kanadier Keith Morgan, in seinem zweiten Kampf schied er gegen den Briten Raymond Stevens aus. 1996 belegte er einen dritten Platz beim Weltcup-Turnier in Leonding. 
Bei den Olympischen Spielen 1996 in Atlanta traf Kim in seinem ersten Kampf auf den Isländer Vernharð Þorleifsson und gewann nach zwei Sekunden durch Disqualifikation des Gegners. Im Achtelfinale bezwang er den Russen Dmitri Sergejew mit Waza-ari, mit der gleichen Wertung bezwang er den Niederländer Ben Sonnemans im Viertelfinale. Das Halbfinale gegen den Franzosen Stéphane Traineau entschied Kim nach 1:54 Minuten für sich. Im Finale unterlag er dem Polen Paweł Nastula nach 3:27 Minuten.
1997 belegte Kim bei drei Weltcupturnieren den dritten Rang, 2001 war er bei einem internationalen Turnier Zweiter. Insgesamt verlief die Karriere nach seiner olympischen Medaille wenig erfolgreich. 
Ebenfalls mit mäßigem Erfolg war Kim Min-soo von 2005 bis 2009 als professioneller Mixed-Martial-Arts-Kämpfer aktiv.